# Symbolique alchimique
| Part 1                                | Part 2 |
| Symboles alchimiques avant Lavoisier. |        |

Les symboles alchimiques sont les représentations les plus communes de certains éléments, substances et composés qui ont émergé dans la pratique de l'alchimie jusqu'au XVIIIe siècle. Cette notation a été standardisée, mais le style et la symbolique varient souvent selon les alchimistes.

## Les trois principes
Selon Paracelse (1493-1541), les Trois principes ou tria prima – dont les substances matérielles sont immédiatement composées – sont,, :
- le soufre ou l'âme, le principe de combustibilité : 🜍 ()
- le mercure ou l'esprit, le principe de fusibilité et de volatilité : ☿ ()
- le sel ou le corps, le principe d'incombustibilité et de non-volatilité : 🜔 ()

## Les quatre éléments
L'alchimie occidentale a également recours aux quatre éléments classiques, dont les symboles sont :
- l'Air 🜁 ()
- la Terre 🜃 ()
- le Feu 🜂 ()
- l'Eau 🜄 ()

## Les sept métaux planétaires

Le blason de la Royal Society of Chemistry porte les sept symboles de métaux planétaires.

En Europe, les sept métaux connus depuis l'époque classique étaient associés aux sept planètes connues jusqu'alors. Les liens entre planètes et métaux ont changé au fil du temps et dans les premiers écrits alchimiques, le bronze ou encore l'électrum prenaient parfois la place du mercure, le cuivre, celle du fer pour Mars, alors que l'or, l'argent et le plomb ont toujours été associés au Soleil, à la Lune et à Saturne. Les associations ci-dessous sont attestées dès le VIIe siècle et se sont stabilisées au XVe siècle. Elles ont commencé à disparaître avec la découverte de l'antimoine, du bismuth et du zinc au XVIe siècle. Les alchimistes appelaient généralement les métaux par leurs noms planétaires, par exemple « Saturne » pour le plomb et « Mars » pour le fer ; les composés d'étain, de fer et d'argent continuaient d'être appelés « joviaux », « martiaux » et « lunaires » (« de Jupiter », « de Mars » et « de la Lune ») jusqu'au XVIIe siècle. La tradition subsiste aujourd'hui avec le nom de l'élément mercure, là où les chimistes ont décidé que le nom planétaire était préférable à des noms communs comme « vif-argent », et à quelques termes archaïques comme caustique lunaire (le nitrate d'argent) et saturnisme (l'intoxication au plomb),.
- le plomb, correspondant à Saturne ♄ ()
- l'étain, correspondant à Jupiter ♃ ()
- le fer, correspondant à Mars ♂ ()
- l'or, correspondant au Soleil ☉ 🜚 ☼ ()
- le cuivre, correspondant à Vénus ♀ ( )
- le vif-argent, correspondant à Mercure ☿ ( )
- l'argent, correspondant à la Lune ☽ ou ☾ (ou) [aussi 🜛 pour Isaac Newton]

## Éléments communs et métaux ultérieurs

Symbole alchimique (XVII) illustrant le lien des quatre éléments représentant la pierre philosophale.

- l'antimoine ♁ (), aussi
- l'arsenic 🜺 ()
- le bismuth  (pour Newton), 🜘 ( ) (pour Bergman)
- le cobalt  (environ 🜶) (pour Bergman)
- le manganèse  (pour Bergmann)
- le nickel  (pour Bergman)
- l'oxygène  (pour Lavoisier)
- le phlogistique  (pour Bergmann)
- le phosphore  ou
- le platine  ou  (pour Bergman)
- le soufre 🜍 ()
- le zinc  (pour Bergmann)

## Composés alchimiques

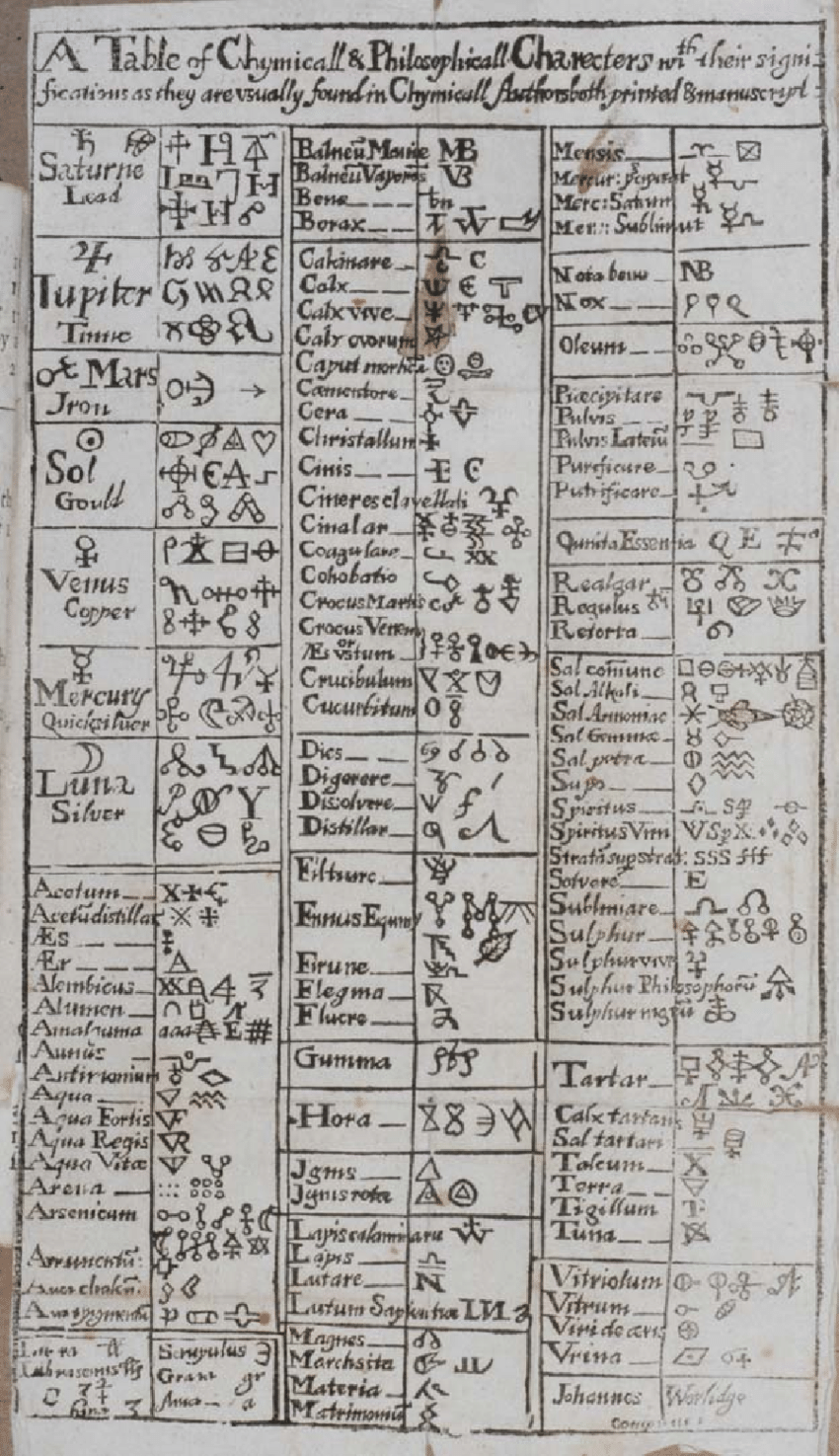
Une table de symboles alchimiques dans le Dernier Testament (1651) de Basil Valentin.

Les symboles suivants ont été adoptés en Unicode :
- l'acide, le vinaigre 🜊 ()
- le salmiac (chlorure d'ammonium) 🜹 ()[4]>
- l'aqua fortis (acide nitrique) 🜅 (), AF[4]
- l'aqua regia (mélange d'acide nitrique et d'acide chlorhydrique) 🜆 (), 🜇 (), AR[4]
- l'eau de vie (éthanol concentré; appelé aqua vitae ou spiritus vini) 🜈 ( ~), SV ou 🜉 ()
- l'amalgame (alliages d'un métal et de mercure) 🝛 ( )
- le cinabre (sulfure de mercure) 🜓 ()
- le sulfate ferreux ⚨
- le vinaigre distillé 🜋 ()
- le vitriol (sulfates) 🜖 ()[4]
- le soufre noir (résidu de sublimation du soufre) 🜏 ()[7]

## Processus alchimiques

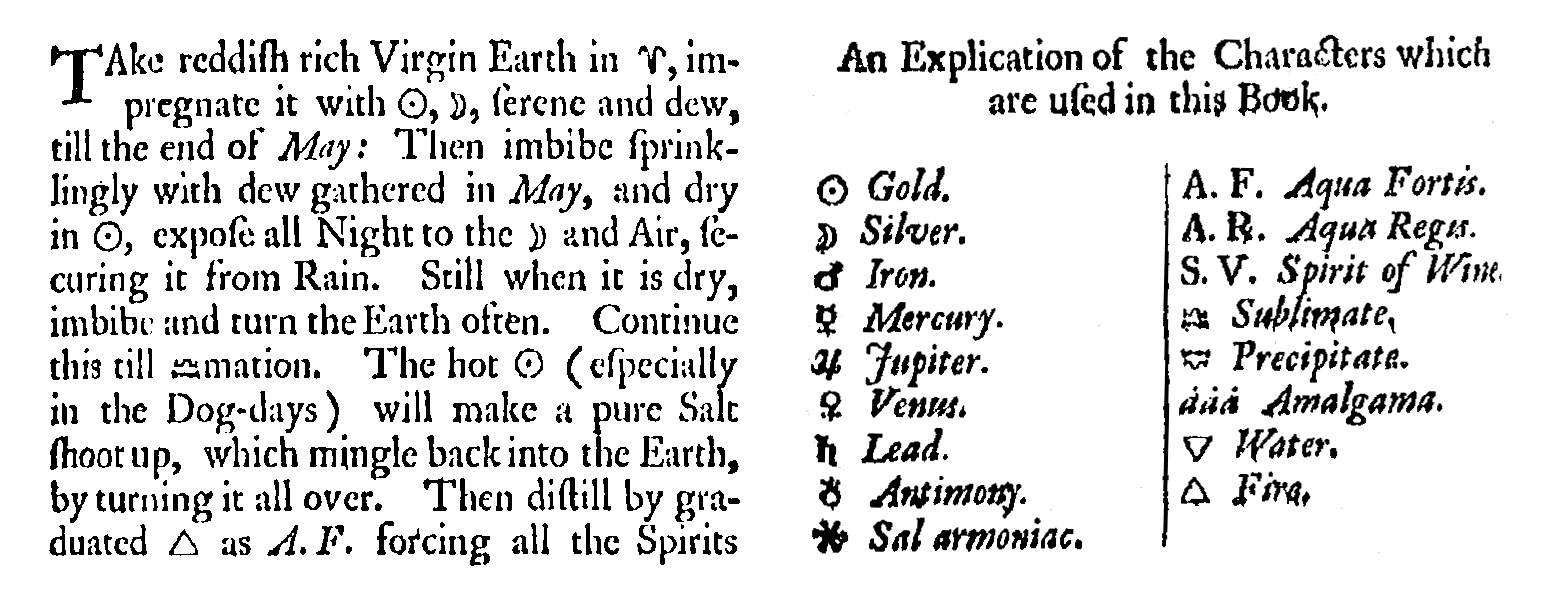
Un extrait de A Choice Collection of Rare Secrets (1682) par Kenelm Digby.

Le Grand œuvre alchimique était parfois bâti sur une série d'opérations chimiques. Dans les cas où celles-ci étaient au nombre de douze, chacune pouvait se voir attribuer l'un des signes du zodiaque. L'exemple suivant se trouve dans le Dictionnaire mytho-hermétique (1758) d'Antoine-Joseph Pernety. :
1. Calcination (Bélier ) ♈︎
2. Congélation (Taureau ) ♉︎
3. Fixation (Gémeaux ) ♊︎
4. Solution (Cancer ) ♋︎
5. Digestion (Lion ) ♌︎
6. Distillation (Vierge ) ♍︎
7. Sublimation (Balance ) ♎︎
8. Séparation (Scorpion ) ♏︎
9. Cération (Sagittaire ) ♐︎
10. Fermentation (Capricorne ) ♑︎ (Putréfaction)
11. Multiplication (Verseau ) ♒︎
12. Projection (Poissons ) ♓︎

## Unités
Plusieurs symboles indiquent des unités de volume, de poids ou de temps :
- Mois 🝱 () ou ou xXx
- Jour 🝰 ()
- Heure 🝮 ()
- Dram ʒ ; demi- verre ʒß ( 🝲 )
- Once ℥ ; demi-once ℥ß ( 🝳 )
- Scrupule ℈
- Livre ℔

## Unicode
La table des caractères alchimiques a été ajoutée à Unicode en 2010 au sein d'Unicode 6.0.
| en fr   | 0 | 1 | 2 | 3 | 4 | 5 | 6 | 7 | 8 | 9 | A | B | C | D | E | F |
| U+1F700 | 🜀 | 🜁 | 🜂 | 🜃 | 🜄 | 🜅 | 🜆 | 🜇 | 🜈 | 🜉 | 🜊 | 🜋 | 🜌 | 🜍 | 🜎 | 🜏 |
| U+1F710 | 🜐 | 🜑 | 🜒 | 🜓 | 🜔 | 🜕 | 🜖 | 🜗 | 🜘 | 🜙 | 🜚 | 🜛 | 🜜 | 🜝 | 🜞 | 🜟 |
| U+1F720 | 🜠 | 🜡 | 🜢 | 🜣 | 🜤 | 🜥 | 🜦 | 🜧 | 🜨 | 🜩 | 🜪 | 🜫 | 🜬 | 🜭 | 🜮 | 🜯 |
| U+1F730 | 🜰 | 🜱 | 🜲 | 🜳 | 🜴 | 🜵 | 🜶 | 🜷 | 🜸 | 🜹 | 🜺 | 🜻 | 🜼 | 🜽 | 🜾 | 🜿 |
| U+1F740 | 🝀 | 🝁 | 🝂 | 🝃 | 🝄 | 🝅 | 🝆 | 🝇 | 🝈 | 🝉 | 🝊 | 🝋 | 🝌 | 🝍 | 🝎 | 🝏 |
| U+1F750 | 🝐 | 🝑 | 🝒 | 🝓 | 🝔 | 🝕 | 🝖 | 🝗 | 🝘 | 🝙 | 🝚 | 🝛 | 🝜 | 🝝 | 🝞 | 🝟 |
| U+1F760 | 🝠 | 🝡 | 🝢 | 🝣 | 🝤 | 🝥 | 🝦 | 🝧 | 🝨 | 🝩 | 🝪 | 🝫 | 🝬 | 🝭 | 🝮 | 🝯 |
| ------- | - | - | - | - | - | - | - | - | - | - | - | - | - | - | - | - |
| U+1F770 | 🝰 | 🝱 | 🝲 | 🝳 |   |   |   |   |   |   |   |   |   |   |   |   |